# Helmut Walcha
Helmut Walcha (Leipzig, 27 oktober 1907 - Frankfurt am Main, 11 augustus 1991) was een Duitse organist die zich gespecialiseerd heeft in de werken van Duitse barokmeesters. Hij staat bekend om zijn opnames van het volledige orgeloeuvre van Johann Sebastian Bach: van 1947 tot 1952 nam hij deze werken op in mono, van 1956 tot 1971 in stereo. Voorts trad hij ook op als klavecinist en nam hij onder andere de klaviercyclus Das wohltemperierte Klavier op. Maar ook het orgelwerk van Georg Friedrich Händel had zijn aandacht, zo verzorgde hij nieuwe edities van diens orgelconcerten.
Hij volgde zijn opleiding bij het conservatorium in Leipzig, waar hij orgellessen volgde bij Günther Ramin en compositieleer kreeg van Sigfrid Karg-Elert. Op zijn 17e trad Walcha voor het eerst op. Hij werd op zijn 19e blind ten gevolge van een vaccinatie tegen pokken. 
In 1929 vertrok hij naar Frankfurt om organist te worden van de Friedenskirche. Sinds 1933 was hij docent aan Dr. Hoch's Konservatorium. In 1961 financierde de gemeente Frankfurt de bouw van een nieuw orgel voor Walcha in de kerk waar hij toen organist was.
Helmut Walcha schreef tevens een aantal koraalpreludes, voorts ook cantates, instrumentale canons, en musicologische studies. 
- Biblioteca Nacional de España: XX1156666
- Bibliothèque nationale de France: cb13900954j (data)
- CiNii: DA03300598
- Gemeinsame Normdatei: 118628585
- International Standard Name Identifier: 0000 0001 1470 0639
- Library of Congress Control Number: n88619737
- Nationale Bibliotheek van Letland: 000153700
- MusicBrainz: 6f4c1fd6-75c8-4c40-8fcf-0b5496c01bf2
- Nationale Bibliotheek van Tsjechië: mzk2010594582
- Nationale Bibliotheek van Israël: 987007373481005171
- Nationale Bibliotheek van Polen: a0000002660788
- Nederlandse Thesaurus van Auteursnamen: 067762816
- Istituto Centrale per il Catalogo Unico: LO1V151053
- SNAC: w6184wwt
- Système universitaire de documentation: 085678791
- Virtual International Authority File: 29719657
- WorldCat: E39PBJvcXRJXRM6FkP3tkW94bd